# Hybalus ameliae
Hybalus ameliae är en skalbaggsart som beskrevs av Lopez Colon 1986. Hybalus ameliae ingår i släktet Hybalus och familjen Orphnidae. Utöver nominatformen finns också underarten H. a. baguenae.